# Moviments de la Terra

La Terra gira al voltant d'un eix imaginari en el sentit oposat al de les agulles del rellotge. Triga 24 hores a fer una volta completa sobre si mateixa, en un moviment anomenat rotació

Moviment de rotació de la Terra

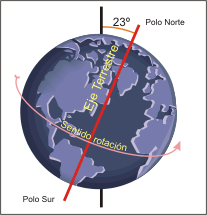
La Terra gira al voltant d'un eix (a la figura en vermell) diferent a l'eix (en negre) perpendicular al pla sobre el qual es desplaça, en un moviment de translació, en forma d'el·lipse al voltant del Sol

La Terra gira (rotació, R) envers un eix (en verd i línia contínua) que té un cert angle respecte a la perpendicular del moviment de translació (perpendicular dibuixada com una recta negra de punts). Aquest eix de rotació no és fix, sinó que, mantenint un angle constant amb la línia de punts, gira al seu voltant: és el moviment de precessió (P) de la Terra. Per la seva banda, aquest gir P no és pur, sinó que se li afegeix un moviment de vaivé cap a l'exterior i a l'interior, que sumat fa que la línia oscil·li com si es tractés d'una sinusoide irregular. Aquest moviment endins i enfora de P és la nutació (N)

Els moviments de la Terra són els moviments parcials bàsics en els quals podem descompondre el moviment, resultant de la seva addició, que realitza el planeta Terra en el sistema solar, en el qual es comporta com un sòlid rígid. D'aquests, els principals són la rotació, la translació, la precessió i la nutació.

## Translació
La translació de la Terra és un moviment de translació que fa la terra giri al voltant del Sol seguint una òrbita lleugerament allargada. En fer una volta sencera al Sol, tarda 365 dies més 6 hores (1 any), fins a arribar altra vegada al punt de partida. Però cada quatre anys hi ha un dia més al nostre any, per poder compensar aquestes hores de més en que la Terra fa la volta al Sol, aquest any s'anomena "any de traspàs". El moviment de translació també origina les quatre estacions, que són contraries al pol nord i al pol sud, ja que l'eix de la terra està inclinat i provoca que els dos hemisferis estiguin il·luminats de forma diferent. La intensitat amb que arriba el Sol marca les diferents estacions de l'any.
La Terra està massa lluny del Sol com per a caure-hi a dins, però massa a prop com per a escapar-se de la seva acció gravitatòria. Es manté, doncs, en un punt d'equilibri segons les masses d'ambdós cossos, a més dels altres cossos celestes propers que hi puguin afectar. La celeritat d'aquest moviment és constant, d'uns 29,5 km/s; però, en canvi, es produeix una acceleració angular, que és la que produeix que la translació no sigui rectilínia. La forma de la trajectòria és la d'una el·lipse. El Sol es troba en un dels dos focus de l'el·lipse. La Terra triga un any a fer una volta completa.
En aquest moviment podem considerar que la Terra es comporta com un punt (cinemàtica del punt) i seguir un model més simple que el del sòlid rígid (cinemàtica del sòlid rígid). Algunes persones pensen que aquest moviment explica les estacions de l'any, però les distàncies major i menor de la Terra i el Sol en aquest moviment no són prou grans per a això, i a més no concorda amb el fet que, en un mateix instant, en un hemisferi terrestre sigui estiu mentre que a l'altre sigui hivern. Les estacions es deuen a la inclinació de l'eix de rotació de la Terra respecte el pla de l'eclíptica, i alhora, pel moviment de translació.
Normalment no es considera, perquè és tan petit que hom el simplifica a negligible, però en realitat el moviment de translació, més que una el·lipse tancada és una mena d'espiral el·líptica, ja que cada any aquesta és una mica més propera al Sol i no exactament a la mateixa distància.

## Rotació
La Terra gira al voltant d'un eix imaginari en el sentit oposat al de les agulles del rellotge. La Terra triga 24 hores o un dia a fer una volta completa sobre si mateixa, en un moviment anomenat rotació. Com a conseqüència del moviment de rotació, es produeix el dia i la nit.
És de dia en un lloc quan aquesta part de la Terra mira cap al Sol i, a mesura que va girant, es va fent fosc, fins que es fa de nit perquè ja està a l'altra banda. Si la Lluna passa entre la Terra i el Sol, pot tapar momentàniament la llum als que viuen a la part que mira el Sol: és el que s'anomena un eclipsi solar. El fet que l'eix no sigui paral·lel al Sol, sinó que estigui inclinat, fa que alguns punts de la Terra estiguin exposats al Sol durant més estona que d'altres; per això, en alguns llocs (o en d'altres, depenent de l'època de l'any) els dies i les nits són més o menys llargs.

## Precessió
La precessió és un moviment gradual i relativament lent que realitza l'eix instantani de rotació de la Terra al voltant de l'eix perpendicular al pla en el que fa la translació. Aquest moviment no és "paral·lel", no és com si dues línies paral·leles giressin una al voltant de l'altra, sinó "cònic"; el centre de la Terra, l'únic punt on coincideixen ambdós eixos, es manté fix, mentre que el punt més exterior de l'eix instantani de rotació (corresponent al pol nord, o al pol sud) tendeix a desplaçar-se en una circumferència al voltant del punt on hauria d'estar si la Terra no estigués "inclinada".
Aquest moviment apareix quan les masses giren molt ràpidament i en un eix inclinat. Es pot observar també, per exemple, a les baldufes. En un giroscopi, el disc gira ràpidament al voltant d'un eix, i aquest eix, quasi horitzontal, veiem que, tot sol va girant a poc a poc al voltant de la barra vertical de la qual penja l'horitzontal. Aquest gir lent, de tot el disc i que sembla paral·lel a terra, és la precessió. Aquest fenomen s'usa en tecnologia per a donar estabilitat als vehicles, per exemple.

## Moviment de nutació
La nutació de la Terra és un moviment de caboteig que fa el seu eix de rotació a causa de la influència de la gravetat de la Lluna. Aquest moviment és irregular, de vaivé i perpendicular al moviment de precessió, és a dir, perpendicular al moviment circular que fa l'eix terrestre; cosa que fa que aquest "cercle", en comptes d'una trajectòria "llisa" en presenti una d'arrugada o amb una mena de vibració. Les atraccions del Sol i de la Lluna provoquen, a més d'aquesta oscil·lació, que la forma de la Terra no sigui una esfera pura, sinó més plana als pols i més bombada a l'equador. La suma de les dues forces gravitatòries provoca que de vegades aquest eix es desplaci una mica més cap a una banda o una altra. Aquest moviment va ser descobert el 1728 per James Bradley.

## Moviment de Chandler
El moviment de Chandler és una petita oscil·lació de l'eix instantani de rotació de la Terra la causa de la qual es desconeix. Se sap que aquest balanceig afegeix 0,7 segons d'arc cada 433 dies a la precessió dels equinoccis. L'efecte va ser observat per primer cop el 1891 per l'astrònom Seth Carlo Chandler.

## Moviment de precessió el periheli
En el moviment de translació, la terra descriu una el·lipse al voltant del Sol, que ocupa un dels focus d'aquesta el·lipse, però l'altre focus no és estàtic, també gira lentament un petit angle de 3,84 arcsegons per segle, al voltant del Sol, en el mateix sentit de l'òrbita i aquest gir del focus lliure de l'el·lipse es coneix com a precessió absidal o precessió o avanç del periheli, que és el moment de menor distància de la Terra al Sol. Lògicament l'afeli, o moment de major distància de la Terra al Sol, també pateix aquest avanç, que, tot i ser angularment igual, tangencialment és més gran encara. Aquest moviment té un període d'uns 34.285.714 anys.

## Variacions orbitals
Les variacions orbitals o cicles de Milanković descriuen els efectes conjunts que els canvis en els moviments de la Terra provoquen en el clima al llarg de milers d'anys. El terme va ser encunyat després dels estudis realitzats per l'astrònom i geofísic serbi Milutin Milankovic. En la dècada de 1920, va teoritzar que les variacions resultants provocaven canvis cíclics en la radiació solar que arriba a la superfície terrestre i que això influïa considerablement en els patrons dels canvis climàtics sobre la Terra.
Algunes teories astronòmiques similars havien estat anticipades durant el segle xix per Joseph Adhemar, James Croll i altres, però la seva verificació era complexa a causa de l'absència de dades fòssils rellevants i perquè tampoc estava clar quins períodes van ser importants en el passat per comprovar-ho.
En l'actualitat, els materials geològics sobre la superfície de la Terra que no han canviat durant milers d'anys estan sent estudiats pels especialistes per esbrinar els canvis en la climatologia terrestre. Malgrat que molts d'ells són consistents amb la hipòtesi de les teories de Milankovitch, hi ha un conjunt dels mateixos que les hipòtesis predictibles no són capaços d'explicar.